# Lago Ritóm
Der Lago Ritóm ist ein Speichersee im Pioratal (Val Piora), einem Seitental der Leventina in der Schweizer Gemeinde Quinto im Tessin. Nördlich befindet sich der kleine Lago di Tom.
Der See ist glazialen Ursprungs und ist von 1917 bis 1920 zum Stausee für das Ritom-Kraftwerk der SBB erweitert worden. Die 170 Meter lange Schwergewichtsmauer wurde 1950 auf eine Höhe von 23 Meter und eine Länge von 309 Meter gebracht. Aufgrund des porösen Untergrunds im oberen Bereich ist diese Höhe aber nicht komplett nutzbar.
Der See ist über Bergwanderwege, eine Fahrstrasse oder über die sehr steile Standseilbahn Ritom (max. 87,8 %) zugänglich. Bei der Staumauer befindet sich eine Unterkunft.

Überlauf (1917)
Luftaufnahme des Sees vor Erhöhung der Staumauer (1946)
Luftaufnahme des Sees nach Erhöhung der Staumauer (1957)
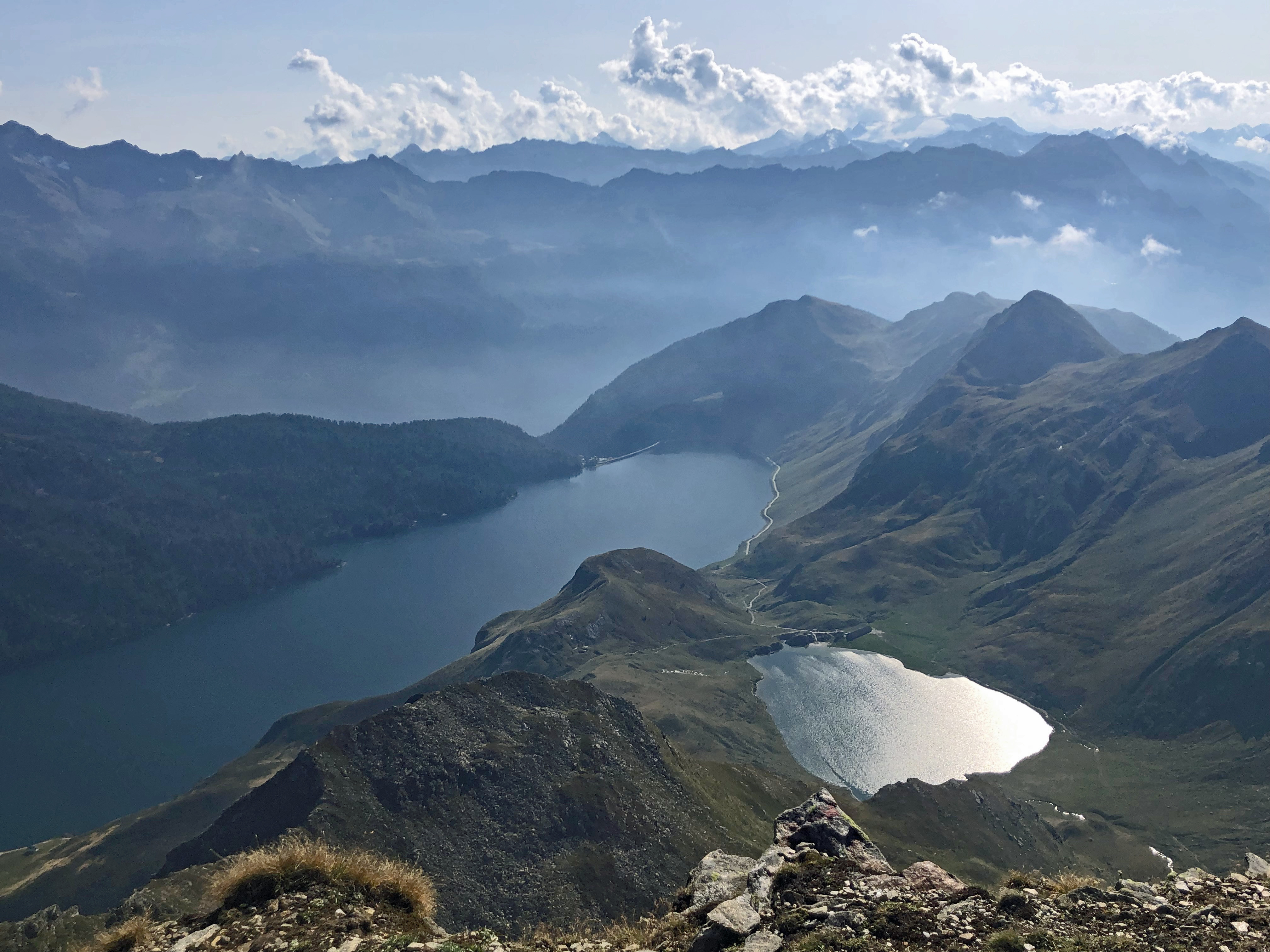
Lago Ritóm und Lago di Tom, vom Pizzo Taneda aus gesehen (2019)

Im ursprünglichen natürlichen See konnte das seltene Phänomen der geogenen Meromixis beobachtet werden. Dabei existieren verschiedene Wasserschichten, die stabil getrennt bleiben. Es kommt also nicht zu saisonaler Durchmischung der verschiedenen Wasserschichten. Der benachbarte Lago di Cadagno ist noch heute ein Beispiel für einen See ohne Durchmischung und somit für die biologische Forschung von Interesse.